# 디에고 폴렌타
디에고 파비안 폴렌타 무세티(스페인어: Diego Fabián Polenta Musetti, 1992년 2월 6일 ~ )는 우니온 산타페에서 뛰는 우루과이의 축구 선수이다.

## 클럽 경력

### 초기 경력
우루과이, 몬테비데오에서 태어난, 폴렌타는 그의 고향팀 다누비오의 유소년팀에서 뛰며 축구를 시작했다. 그의 능력은 이탈리아의 축구팀 제노아를 감동시켰고, 그는 2008년 7월에 제노아로 이적하였다.

### 제노아
그는 2009-10 시즌을 프리마베라(유소년팀)에서 보냈다. 2010-11 시즌에는 그는 등번호 35번을 지정받으며 1군팀에 포함되었다.
2011년 4월 30일, 그는 나폴리를 상대로 잔도메니코 메스토의 교체 선수로 출전하며 데뷔전을 치렀다.

### 바리
2011년 8월 29일, 그는 1군팀 경험을 쌓기 위해 세리에 B팀 바리로 장기 임대를 떠났다. 성공적으로 적응함에 따라서 2012년 8월 21일에 1년 연장 계약을 맺었다.

## 국가대표팀 경력
폴렌타는 우루과이 U-17 축구 국가대표팀의 일원으로서 2009년 FIFA U-17 월드컵에 참가하였고 우루과이 U-20 축구 국가대표팀으로서는 2011년 CONMEBOL 청소년 축구 선수권 대회와 2011년 FIFA U-20 월드컵에 참가했다.